# Suite del Ángel
La Suite del Ángel (también conocida como Serie del Ángel o Concierto del Ángel) es una composición musical de Astor Piazzolla que consta de cuatro piezas —que pueden ser tocadas de forma independiente—, Introducción del Ángel, Milonga del Ángel, La Muerte del Ángel y Resurrección del Ángel. La obra fue compuesta para el Quinteto Tango Nuevo, dirigido por el propio Piazzolla. La composición comenzó en 1962 y fue terminada en 1965, a partir de una obra de teatro de Alberto Rodríguez Muñoz.

## Historia
Tras su regreso a Argentina, en 1955, después de un periodo de estudio en París, Piazzolla continuó con su exploración y experimentación del tango y otros estilos, particularmente el jazz. Los resultados de Piazzolla eran repudiados por los tangueros tradicionales de la guardia vieja, así como por su forma de tocar el bandoneón, parado en vez de sentado. En este periodo compuso La Muerte del Ángel, que sería la primera pieza del ciclo.
En 1962, Alberto Rodríguez Muñoz realizó una obra de teatro llamada Tango del Ángel, para la cual Piazzolla compuso la música. Astor usó la pieza que ya había compuesto, añadiendo dos nuevas, una introducción y una milonga. Piazzolla también colaboró con Rodríguez Muñoz en la obra de teatro Melenita de oro.
En la obra de teatro, la música acompaña "la historia de un ángel que intenta curar los espíritus rotos de los humanos en una vivienda de Buenos Aires, sólo para morir en una pelea a cuchillo." La producción teatral se presentó con tres piezas de Piazzolla, la Introducción, la Milonga y la Muerte del Ángel.
En 1993 apareció el disco Introducción al Ángel, Vol. 1, que recoge la primera grabación de Introducción al Ángel, junto con La Muerte del Ángel y otras nueve piezas interpretadas en vivo en el Auditorio de Radio Municipal de Buenos Aires, a partir de varios programas emitidos en julio, agosto y septiembre de 1963. Para esa versión interpretaron Astor Piazzolla (bandoneón), Antonio Agri (violín), Jaime Gosis (piano), Oscar López Ruiz (guitarra) y Kicho Díaz (contrabajo).
La Resurrección del Ángel fue la última pieza añadida de la suite, en 1965.
La versión de concierto (Concierto del Ángel) fue arreglada por Rolf Gupta; y está realizada para un cuarteto de tango tradicional, que consta de bandoneón, violín, contrabajo y piano, y también una orquesta de cuerdas. Esta versión fue interpretada por Gidon Kremer y la Kremerata Baltica.

## Estructura

### Introducción del Ángel
Se trata de una pieza de tango elegante. Las armonías son extrañas y operan en dos planos en ciertos momentos, en ocasiones con el ritmo y la melodía, y también con las secuencias de acordes del acompañamiento.

### Milonga del Ángel
La milonga es la pieza sentimental de la suite. Comienza con acordes quebrados en el bajo, siguiendo de una línea melódica en el violín. Después se une el piano, y, de forma casi inadvertida, aparece el bandoneón para tomar un rol protagónico, acentuando el carácter nostálgico de la pieza. La melodía se va volviendo más compleja y emotiva, hasta que aparece una sección secundaria que le da una pausa al drama, esta tiene un solo de violín de carácter sensual. Nuevamente el bandoneón recupera el protagonismo, realizando una variación del tema del violín. El tema se va intensificando para llegar a la coda, reduciéndose en una serie de acordes, tal como inició la pieza.

### La Muerte del Ángel
Es una pieza característica del estilo piazzolleano, en el cual se rompen las características del tango tradicional. Se trata de una fuga a tres voces con una línea de bajo. El ritmo y tempo de la pieza es acelerado. La pieza es narrativa, y dentro de la serie presenta al ángel siendo atacado y asesinado en un combate a cuchillo.
En la Muerte del Ángel, Piazzolla explora elementos de jazz que había ido incorporando a varias de sus piezas para quinteto.

### Resurrección del Ángel
La suite termina con un final feliz, con esta pieza que tiene mayor ornamentación y un tema alegre, el cual se alterna con el tratamiento del tema original de la Milonga (representando al ángel), y también utiliza acordes cromáticos más llamativos.

## Grabaciones
- Introducción al Ángel, Vol.1. Astor Piazzolla. Melopea. 1963[8]
- Astor Piazzolla (1921 - 1992). Astor Piazzolla, bandoneón[12]
- Piazzolla en suite. Astor Piazzolla Collection – No. 1. Astor Piazzolla, bandoneón principal. APC. 2000[13]
- The Piazzolla Project - Artemis Quartett con Jack Ammon. Suite del ángel con arreglo para cuarteto de cuerdas. Erato/Virgin Classics/Warner Classics. 2009[14][15]
- Tangología: Las estaciones del ángel. Profil - Edition Günter Hänssler. 2016[16]
- The Sound of Piazzolla. Disco 2. Concierto del ángel, para violín, bandoneón, contrabajo, piano y orquesta de cuerdas. Warner Classics. 2017[17]
- Astor Piazzolla: Ángeles y Diablos. Isabelle van Keulen Ensemble. Challenge Classics. 2018[18]
- Piazzolla: Para El Ángel. Jeroen van Veen, piano. Brillian Classics, 2021[19]